# SN 2007gc
SN 2007gc – supernowa typu Ia odkryta 18 lipca 2007 roku w galaktyce A144747+3028. W momencie odkrycia miała maksymalną jasność 19,30m.